# 孙广宇
孙广宇（1966年12月—），男，汉族，中华人民共和国政治人物，现任国家禁毒委副主任、国务院副秘书长。曾任中华人民共和国应急管理部党委委员、副部长。2023年10月17日转任国务院副秘书长。